# ボールド (特設沿岸掃海艇)
ボールド(英:USS Bold, AMc-67)はアクセンター級掃海艇の一隻で、1941年8月27日にメイン州ブリストルにおいてブリストル造船によって起工、1942年4月2日に進水し、その後5月18日にアメリカ海軍の元へ到着し、ボストン海軍工廠で調整を受けた後27日に当地で就役した。

## アメリカ東海岸での任務
ボールドは6月12日にバージニア州ヨークタウンに向かい、当日中に到着した。その後第六海軍方面軍と合流するまで海軍機雷戦学校において訓練を行った。ボールドはその後も第二次世界大戦中サウスカロライナ州チャールストン沖において任務を全うした。

## 退役
ボールドは1945年12月27日に任務を終了し、ワンド川へ揚げられた。その後、1946年1月21日に海軍の現役艦リストより除籍され、武装解除のため7月22日にMARCOMへ送られた。

## 参考資料
- この記事はアメリカ合衆国政府の著作物であるDictionary of American Naval Fighting Shipsに由来する文章を含んでいます。 記事はここで閲覧できます。